# ادو (بازیکن فوتبال، زاده ۱۹۴۹)
ادو (انگلیسی: Edu؛ زادهٔ ۶ اوت ۱۹۴۹) بازیکن فوتبال در پست مهاجم اهل برزیل است.

## باشگاهی
از باشگاه‌هایی که در آن بازی کرده‌است می‌توان به باشگاه فوتبال سانتوس، باشگاه فوتبال کورینتیانس و باشگاه ورزشی اینترناسیونال اشاره کرد.

## تیم ملی
وی همچنین در تیم ملی فوتبال برزیل بازی کرده‌است.